# Le più belle pagine di Tommaso Landolfi
Le più belle pagine di Tommaso Landolfi scelte da Italo Calvino è una raccolta di racconti e articoli pubblicata per la prima volta da Rizzoli nel 1982 (nella collana La scala), poi in edizione economica BUR nel 1989 (al n. 694 della collana, ISBN 88-17-16694-4, con una ristampa nel 1997) e in successiva edizione Adelphi (collana «Gli Adelphi» n. 199, ISBN 88-459-1666-9 e ISBN 9788845916663), nel 2001.
Dopo una frequentazione da lettore di oltre quarant'anni (dal 1937 al 1978), Calvino, che aveva già parlato di Landolfi in termini di "illuminazioni fantastiche" e "invaghimenti perversi" si decise, su invito di Sergio Pautasso (che lavorava alla Rizzoli) a scegliere 53 sue prose e riunirle in antologia, con una postfazione intitolata "L'esattezza e il caso" che giustifica la scelta in termini di "setacciamento" del "vero Landolfi".
Calvino divide il libro in 7 sezioni, raccogliendo pezzi da 12 libri di Landolfi, più un articolo che aveva letto ma non ricordava dove e allora chiese a Pautasso di procurare: si tratta d'un "pezzo d'una disperazione terribile" con il quale chiude la quinta sezione (un elzeviro apparso sul «Corriere della Sera»). Per il resto, comunque, Calvino dice di aver cercato di tenere conto dei propri gusti, della "rappresentatività" e della notorietà dei pezzi.

## Fonti
Secondo la data, tratti da:
- 1937: Dialogo dei massimi sistemi
- 1939: II mar delle blatte e altre storie
- 1942: La spada
- 1953: La biere du pecheur
- 1954: Ombre
- 1960: Se non la realtà
- 1962: In società
- 1966: Racconti impossibili
- 1968: Un paniere di chiocciole
- 1974: Le labrene
- 1975: A caso
- 1976: «Corriere della Sera», 6 novembre
- 1978: Del meno

## Edizioni
- Le più belle pagine di Landolfi scelte da Italo Calvino, Milano, Rizzoli, 1982. - Milano, BUR, 1989.
- Le più belle pagine di Landolfi scelte da Italo Calvino, Milano, Adelphi, 2001.